# Євзебіуш Словацький
Євзебіуш-Томаш Словацький (пол. Euzebiusz Tomasz Słowacki), крипт. Е. С. (15 листопада 1773 або, згідно із заповітом, 14 грудня 1772, Підгірці — 10 листопада 1814, Вільнюс) — польський теоретик та історик літератури, перекладач, драматург, поет і педагог; Батько Юліуша Словацького, чоловік Саломеї Словацької з Янушевських, удруге Бекю

## Біографія
Народився 15 листопада 1773 або, згідно із заповітом, 14 грудня 1772 у Підгірцях на Волині. Його батько — Якуб Словацький служив у канцелярії Вацлава Жевуського, власника Підгорецького замку і був актором у приватному театрі. У 1781 році розпочав навчання у школі в Кременці, яку закінчив із золотою медаллю.
У 1806—1811 роках працював викладачем риторики та словесності у Вищій Волинській гімназії. За результами конкурсу в 1811 р. він обійняв посаду професора кафедри риторики та поезії Імператорського університету у Вільнюсі (читав там лекції до своєї смерті в 1814 р.). Автор книг лекцій та промов "Твори" (тт.1-4, 1824-26); трагедій "Ванда"(1806), "Міндовг, литовський король"(1812). Серед перекладів польською — твори Гомера, Расіна, Вольтера.